# Ferdinand Peroutka
Ferdinand Peroutka (* 6. Februar 1895 in Prag, Österreich-Ungarn; † 20. April 1978 in New York) war ein tschechoslowakisch-US-amerikanischer Journalist und Schriftsteller.

## Leben

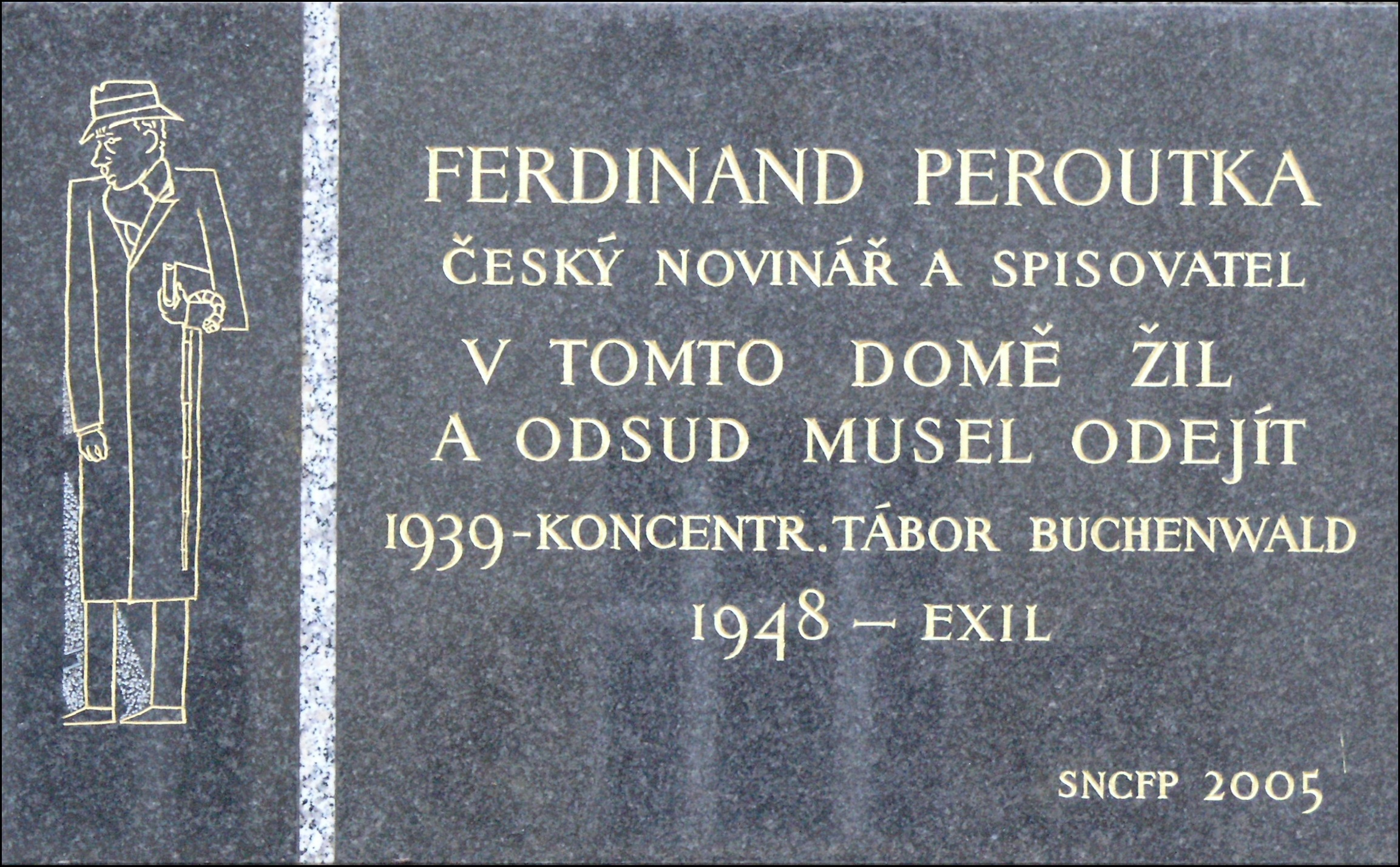
Erinnerungstafel in Prag-Smíchov, Matoušova ulice

Peroutka verließ 1913 das Gymnasium in Prag-Vinohrady ohne Abitur und arbeitete als gelegentlicher Publizist. Drei Monate nach der Gründung der Tschechoslowakei begann er mit seiner Mitarbeit in der jüdischen Zeitung Rozvoj. 1919 erhielt er von der Verlagsleitung das Angebot, die Aufgabe des verantwortlichen Redakteurs in der neuen Zeitung Tribuna zu übernehmen, die damals neben Lidové noviny zu den unabhängigsten Zeitungen gehörte. Beiträge für dieses Blatt lieferten unter anderem auch Jaroslav Hašek und Karel Poláček.
Am 17. Januar 1924 wechselte Peroutka als Chefredakteur zu der neu aufgelegten Zeitung Přítomnost, die vom Präsidenten Masaryk finanziell unterstützt wurde und die Meinungen seiner Partei vertrat. Das demokratische Blatt, beliebt unter den Intellektuellen, gewann schnell bekannte Journalisten, Korrespondenten und Literaten, die dort ihre Ansichten vertraten. Dazu gehörten unter anderem Karl Kraus, Verleger in Wien, der Außenminister Kamil Krofta sowie Karel Čapek, František Langer und Fráňa Šrámek. Innerhalb von drei Jahren gehörte die Wochenzeitung zu den beliebtesten Publikationen in Tschechien.
Unter Präsident Masaryk wurde Peroutka sein Sprecher, die beruflich enge Beziehung ging in persönliche Freundschaft über. Noch stärker war seine Beziehung zum 1935 gewählten Präsidenten Edvard Beneš, den er verehrte und dessen Ansichten und Politik Peroutka in seiner journalistischen Tätigkeit verteidigte.
In der zweiten Hälfte der 1920er Jahre war Peroutka Teilnehmer an den Treffen der informellen Stammtischgruppe Prager Intellektueller Pátečníci. Von 1924 bis 1939 arbeitete er auch als politischer Kommentator für die Zeitung Lidové noviny. Während des Zweiten Weltkrieges wurde er von den deutschen Besatzern während der Verhaftungsaktion Albrecht I. verhaftet und in den Konzentrationslagern Dachau und Buchenwald inhaftiert. 
Nach dem Krieg arbeitete er als Chefredakteur für die Tageszeitung „Svobodné noviny“ (eine Interimsbezeichnung für die „Lidové noviny“ 1945–1948) und die Wochenzeitschrift „Dnešek“ (1946–1948). Er wurde in seiner Kolumne zu einem entschiedenen Gegner des Kommunismus. Nach dem kommunistischen Putsch  verließ er 1948 die Tschechoslowakei, suchte Exil zunächst in England, später in den USA. Von 1951 bis 1961 leitete er die tschechische Abteilung des Senders Radio Free Europe.
Peroutka veröffentlichte seit 1932 in der Tschechoslowakei einige politische Schriften, nach seiner Emigration in die USA erschienen dort die Theaterstücke Šťastlivec Sulla (Sulla der Glückliche) und Oblak a valčík (Wolke und Walzer, später zum Roman umgearbeitet) sowie die Romanfiktion Pozdější život Panny über Jeanne d’Arc.

## Ehrung
Seit 1995 wird Peroutka zu Ehren der Ferdinand-Peroutka-Journalistenpreis vergeben. Geehrt werden herausragende Journalistinnen und Journalisten, die demokratische Werte hochhalten und Totalitarismus ablehnen.

## Schriften (Auswahl)
- Adieu, Jeanne oder: Die zweite Chance der Jungfrau. Elfenbein Verlag, Berlin 2011 (Originaltitel: Pozdější život Panny, New York, NY 1980, aus dem Tschechischen und mit einem Nachwort von Mira Sonnenschein), ISBN 978-3-941184-07-7.
- Wolke und Walzer, mit Auszügen aus Ferdinand Peroutkas Tagebuch vom April/Mai 1945. Elfenbein Verlag, Berlin 2015 (Originaltitel Oblak a valčík. Aus dem Tschechischen übersetzt von Mira Sonnenschein), ISBN 978-3-941184-32-9.